# Mangelia albicincta
Mangelia albicincta é uma espécie de gastrópode do gênero Mangelia, pertencente a família Mangeliidae.